# Escut i bandera d'Ador
L'escut i la bandera d'Ador són els símbols representatius d'Ador, municipi del País Valencià, a la comarca de la Safor.

## Escut heràldic
L'escut d'Ador té el següent blasonament oficial:
| « | Escut ibèric, amb la boca rodona, truncat. Al primer quarter, en camper de gules, dues columnes d'argent, una completa i l'altra trencada flanquejant un poble d'argent aclarit i maçonat de sable. Al segon quarter, en camper de sinople un castell d'or amb tres homenatges sobre ones d'atzur i argent. Com a timbre, una corona reial oberta. | » |

## Bandera d'Ador
La bandera oficial d'Ador té la següent descripció:
| « | Bandera gironada en baix, de 3 parts de llargària per 2 d'amplària, truncada en tres quarters. El primer quarter, de l'asta, de gules. El segon quarter, en camper d'argent l'escut municipal. El tercer quarter, al batent, de sinople. | » |

## Història
L'escut va ser aprovat per resolució de 22 de maig de 1992, del conseller d'Administració Pública, i publicat en el DOGV núm. 1.805, de 16 de juny de 1992.
La primera partició de l'escut fa referència als orígens del poble: les cases representen una alqueria musulmana com a símbol parlant del topònim, que significa «les cases»; mentre que les columnes al·ludeixen a la vil·la romana d'Ador. La segona partició són les armes dels Pròixita, família d'origen italià, senyors del castell de Palma des del segle xiii per concessió de Pere el Gran, que incloïa Ador en la seva jurisdicció.
La bandera va ser aprovada per resolució de 29 de juny de 1992, del conseller d'Administració Pública, i publicada en el DOGV núm. 1.827, de 16 de juliol de 1992. En el núm. 1.845 de 17 d'agost del mateix any s'hi varen corregir errades.